# Kyoss Magazine
Kyoss Magazine è una rivista di arte, design, architettura, musica, teatro, danza, spettacolo, cinema, letteratura, architettura e design, nata nel 2000.

## Scelta editoriale
Il format di kyoss è adatto al tipo di diffusione scelto che, in Italia, riguarda musei, fiere, esposizioni, gallerie d’arte nonché istituzioni culturali quali, ad esempio, il MART di Rovereto, la Peggy Guggenheim Collection di Venezia, il MUSE di Trento, la Biennale di Venezia, la Mostra internazionale d'arte cinematografica di Venezia, il Cult Venezie, il Palazzo Grassi di Venezia, il Max Museo di Chiasso, il Maxxi di Roma, la Galleria civica d'arte moderna e contemporanea di Torino, il MAMbo di Bologna e la Triennale di Milano.
Dal 2014 Kyoss è anche magazine online ed è presente sui principali social networks.
Il periodico collabora con le numerose istituzioni culturali sopra ricordate, con Museion e Museo del Novecento e pubblicizza le iniziative di una sede museale o espositiva nelle altre sedi, che possono essere a Bolzano, Bologna, Milano, Roma, Rovereto, Torino, Trento e Venezia.

### Direttori storici
Floriana Donati (2001 - 2004), Alessandra Plichero (2005 - 2008), Michele Bertuzzo (2008 - 2010) e Simone Pavan (in carica).